# Лаще (Боровниця)
Лаще (словен. Lašče) — поселення в общині Боровниця, Осреднєсловенський регіон, Словенія. Висота над рівнем моря: 492,4 м.